# Parafia Wniebowstąpienia Pańskiego w Lipie
Parafia Wniebowstąpienia Pańskiego w Lipie – parafia rzymskokatolicka znajdująca się w archidiecezji przemyskiej w dekanacie Bircza.

## Historia
W połowie XIX wieku zbudowano murowaną kaplicę grobową rodu Zarębów, w której duchowni z Birczy odprawiali msze święte. Przed II wojną światową czyniono przygotowania do budowy kościoła, ale wybuch wojny przerwał starania. Po wojnie na kościół filialny zaadaptowano dawną cerkiew.
1 sierpnia 1970 roku dekretem bpa Ignacego Tokarczuka została erygowana parafia, z wydzielonego terytorium parafii Bircza. W 1998 roku bp Stefan Moskwa poświęcił wyremontowaną kaplicę grobową. W 1999 roku podjęto decyzję o budowie nowego kościoła, według projektu arch. inż. Wincentego Janowskiego. W maju 1999 roku rozpoczęto budowę murowanego kościoła. 11 września 2000 roku abp Józef Michalik wmurował kamień węgielny. 16 maja 2004 roku bp Adam Szal poświęcił nowy kościół, a 24 maja 2007 roku abp Józef Michalik dokonał konsekracji kościoła.
Na terenie parafii jest 570 wiernych (w tym: Lipa – 260, Brzeżawa – 170, Malawa – 140).
Proboszczowie parafii:
1970–? - ks. Stanisław Sokalski
1997–? - ks. Jan Woźniak
2012–2016 - ks. Bogusław Kamiński
2016–2018 - ks. Ryszard Płatek
ks. Marian Fortuna
obecnie ks. Jacek Bartnik

## Kościoły filialne
- Brzeżawa – na kościół filialny zaadaptowano dawną cerkiew[3].
- Malawa – We wrześniu 1999 roku Kuria greckokatolicka w Przemyślu przekazała cerkiew dla miejscowych rzymskich katolików, którzy zaadaptowali ją na kościół filialny[3].

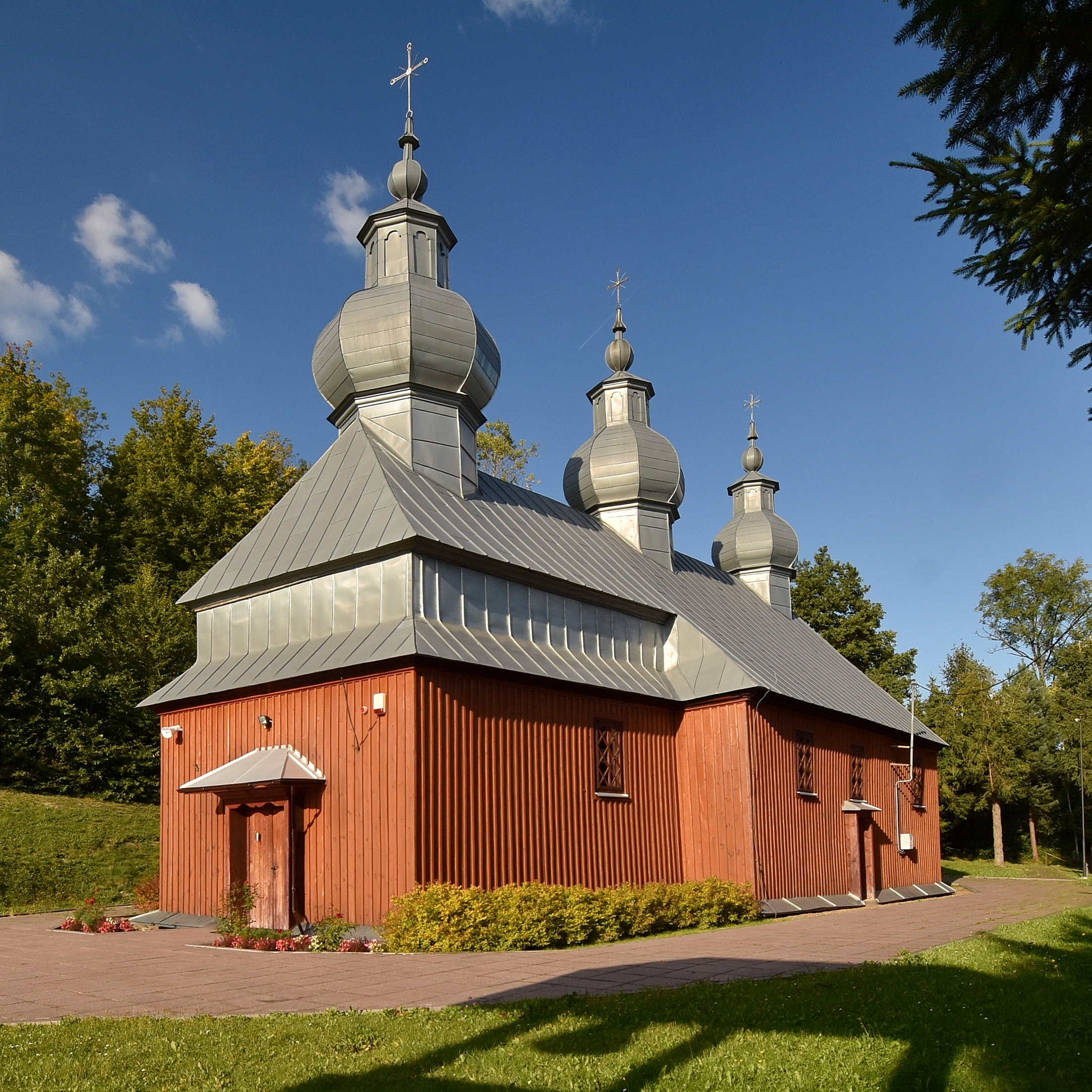
Kościół filialny w Brzeżawie
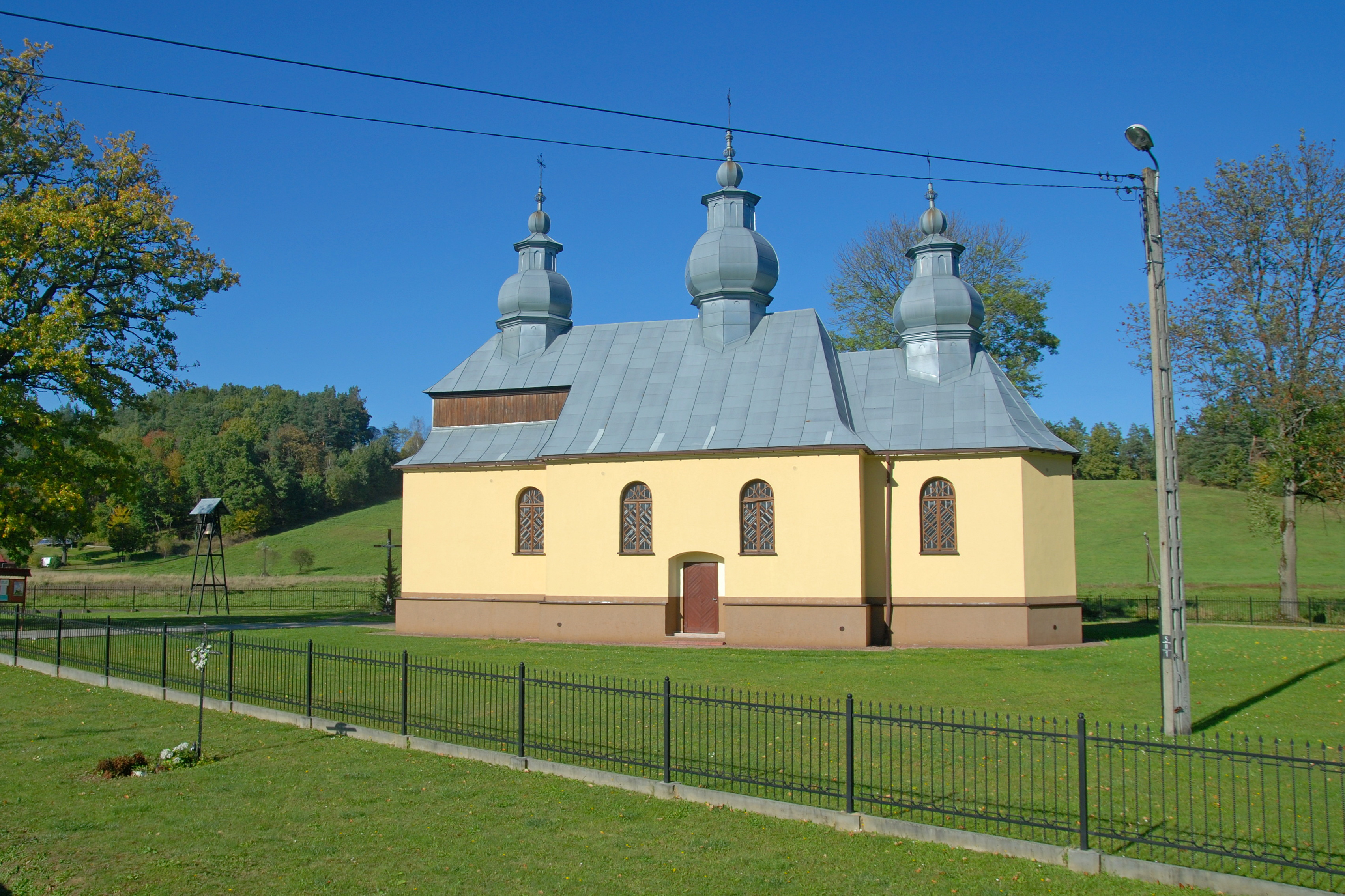
Kościół filialny w Malawie
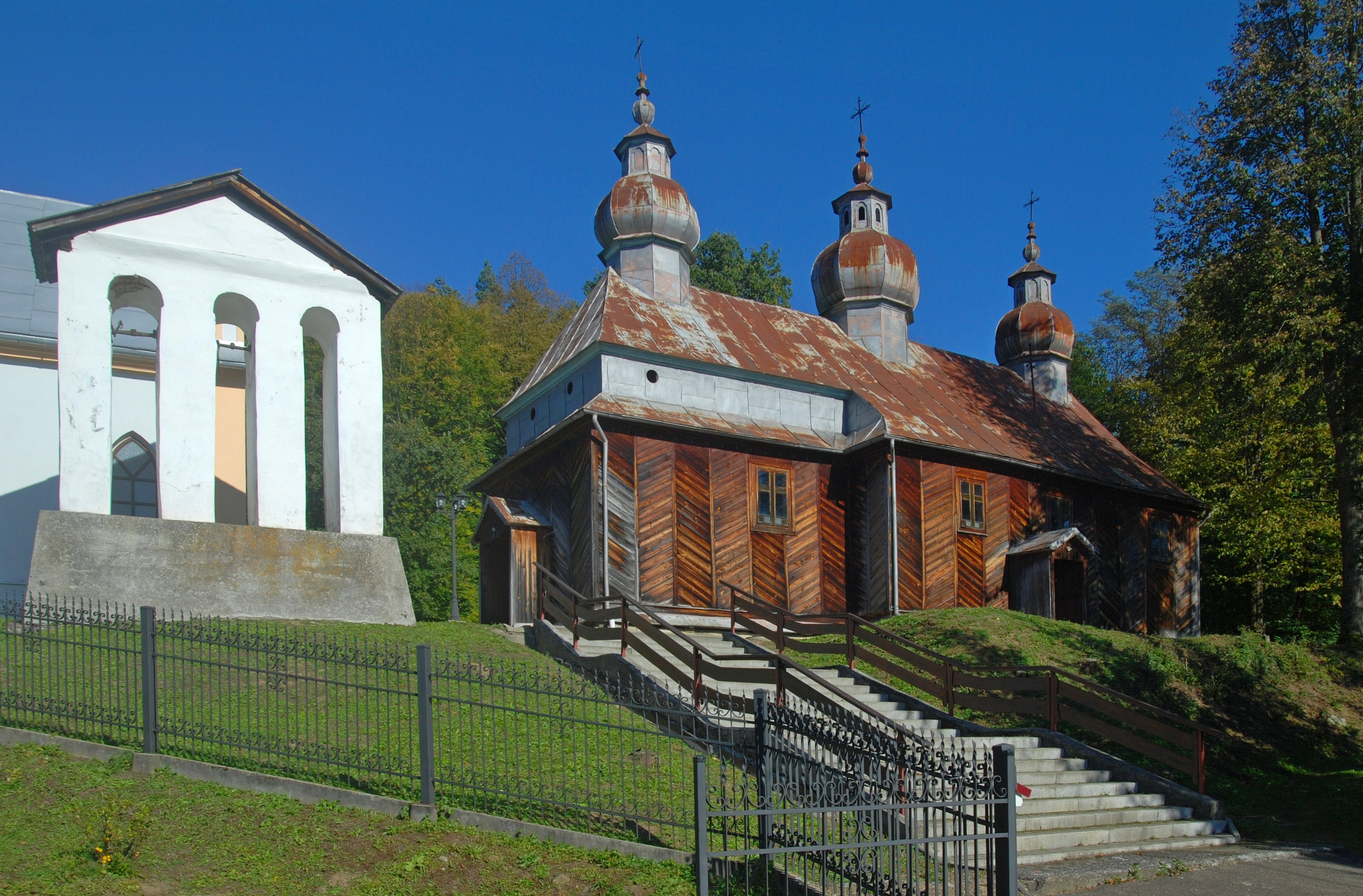
Cerkiew św. Paraskewy (stary kościół parafialny)
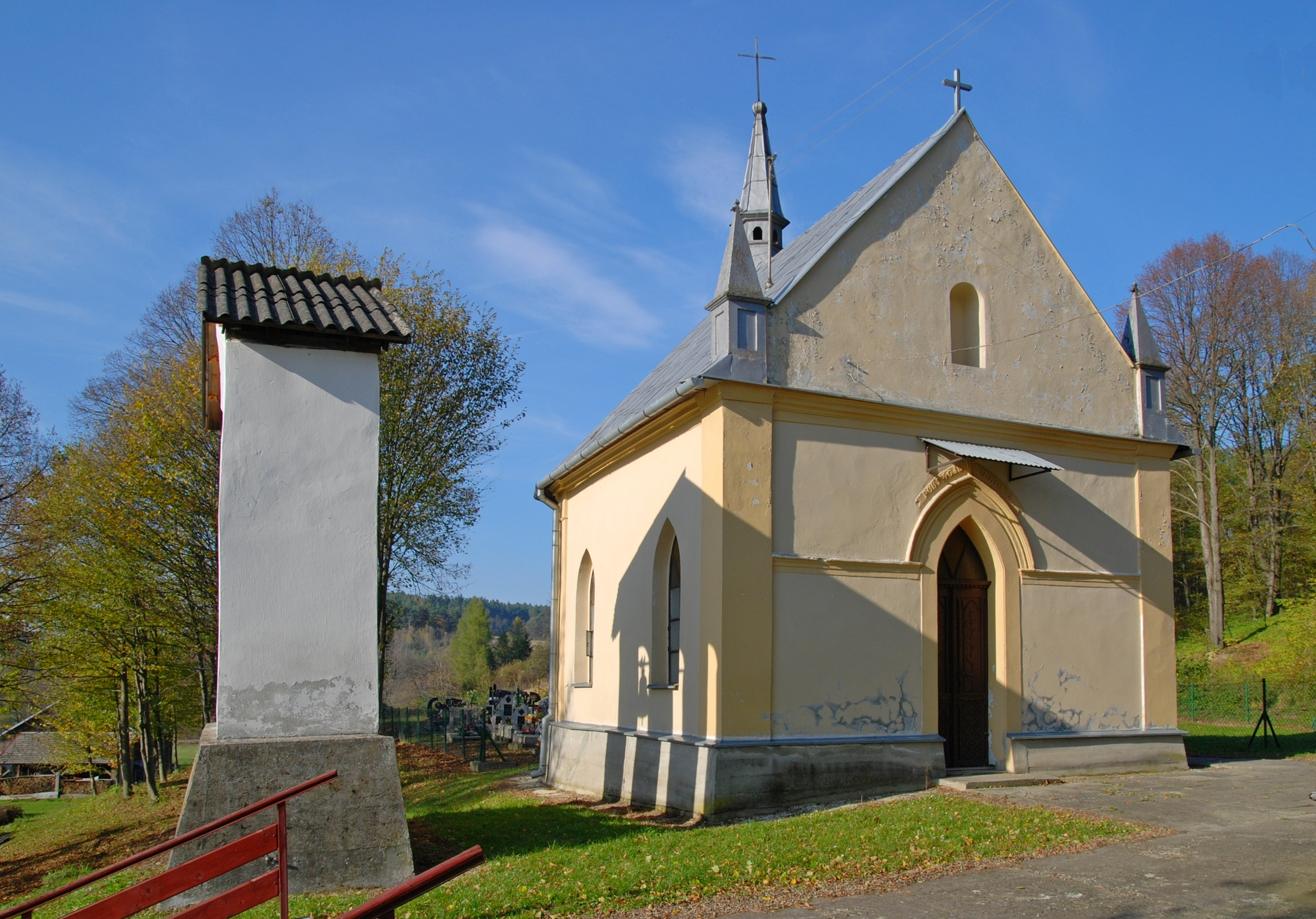
Kaplica grobowa Zarębów przy cerkwi